# Frechen
Frechen är en förortskommun vid Kölns sydvästra stadsgräns. Frechen är förbundet med Kölns spårvagnsnät. Kommunen har cirka 53 000 invånare. Den är grannkommun till Hürth och Pulheim.

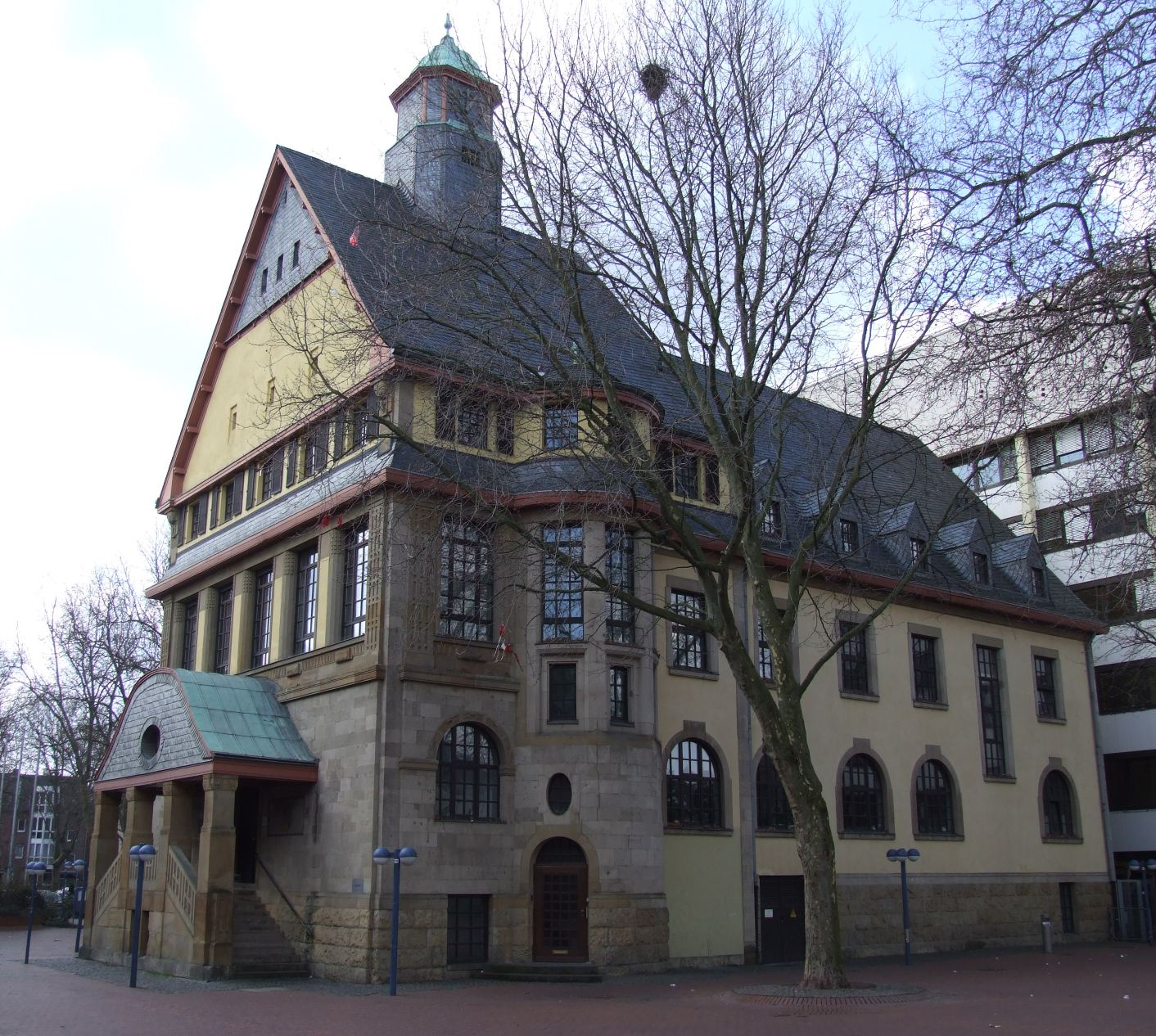
Rådhuset i Frechen